# Ахматов, Расамбек Асламбекович
Расамбек Асламбекович Ахматов (31 мая 1996, Ачхой-Мартан, Чечня) — российский и французский футболист, полузащитник румынского клуба «Киндия Тырговиште».

## Карьера
Футбольную карьеру начал в 2012 году в составе клуба «Агно».
В 2015 году перешёл в французский клуб «Оберне».
В мае 2016 года стал игроком клуба «Майами Сити».
В 2016—2017 годах играл за французский «Вобан Страсбур».
В мае 2017 года вернулся в «Майами Сити», но уже в августе покинул команду.
В 2020 году перешёл в румынский клуб «Комуна Реча». 12 сентября 2020 года в матче против клуба «Вииторул» Тыргу-Жиу дебютировал в новом клубе.
В начале 2022 года подписал контракт с казахстанским клубом «Мактаарал». 5 марта 2022 года в матче против клуба «Ордабасы» дебютировал в казахстанской Премьер-лиге.

## Клубная статистика
| Игровая карьера | Игровая карьера         | Игровая карьера | Лига | Лига | Дубль | Дубль | Кубок | Кубок | Межд. | Межд. | Др. | Др. |
| --------------- | ----------------------- | --------------- | ---- | ---- | ----- | ----- | ----- | ----- | ----- | ----- | --- | --- |
| 2014/15         | Агно                    | Д               | —    | —    | —     | —     | —     | —     | —     | —     | —   | —   |
| 2018            | Спортинг Канзас-Сити II | Б               | 13   | 0    | —     | —     | —     | —     | —     | —     | —   | —   |
| 2019            | Спортинг Канзас-Сити II | Б               | 17   | 1    | —     | —     | —     | —     | —     | —     | —   | —   |
| 2020/21         | Коммуна Реча            | Б               | 22   | 2    | —     | —     | —     | —     | —     | —     | —   | —   |
| 2022            | Мактаарал               | А               | 12   | 0    | 6     | 0     | —     | —     | —     | —     | —   | —   |
| 2022/23         | Киндия Тырговиште       | А               | 14   | 0    | 4     | 0     | —     | —     | —     | —     | —   | —   |